# Stig Welinder
Stig Welinder, född 24 september 1945 i Lund, är en svensk arkeolog, paleobotaniker och etnohistoriker. Han är son till Carsten Welinder.

## Biografi
Welinder disputerade 1971 vid Lunds universitet. Han var professor vid Oslo universitet 1977–88, universitetslektor i Uppsala 1989–95 och vid Mitthögskolan från 1996, numera professor i arkeologi vid Mittuniversitetet (tidigare Mitthögskolan). Sedan universitetet lade ner sin arkeologiutbildning 2005 undervisar han främst i etnologi.
Stig Welinders forskning och litterära produktion är lika mångsidig som omfattande och inbegriper allt från rena biografier till standardverk i agrarhistoria. Welinder skrev första bandet i ett stort populärhistoriskt standardverk om Sverige som gavs ut av Norstedts förlag med början 2009.